# Omocha-e

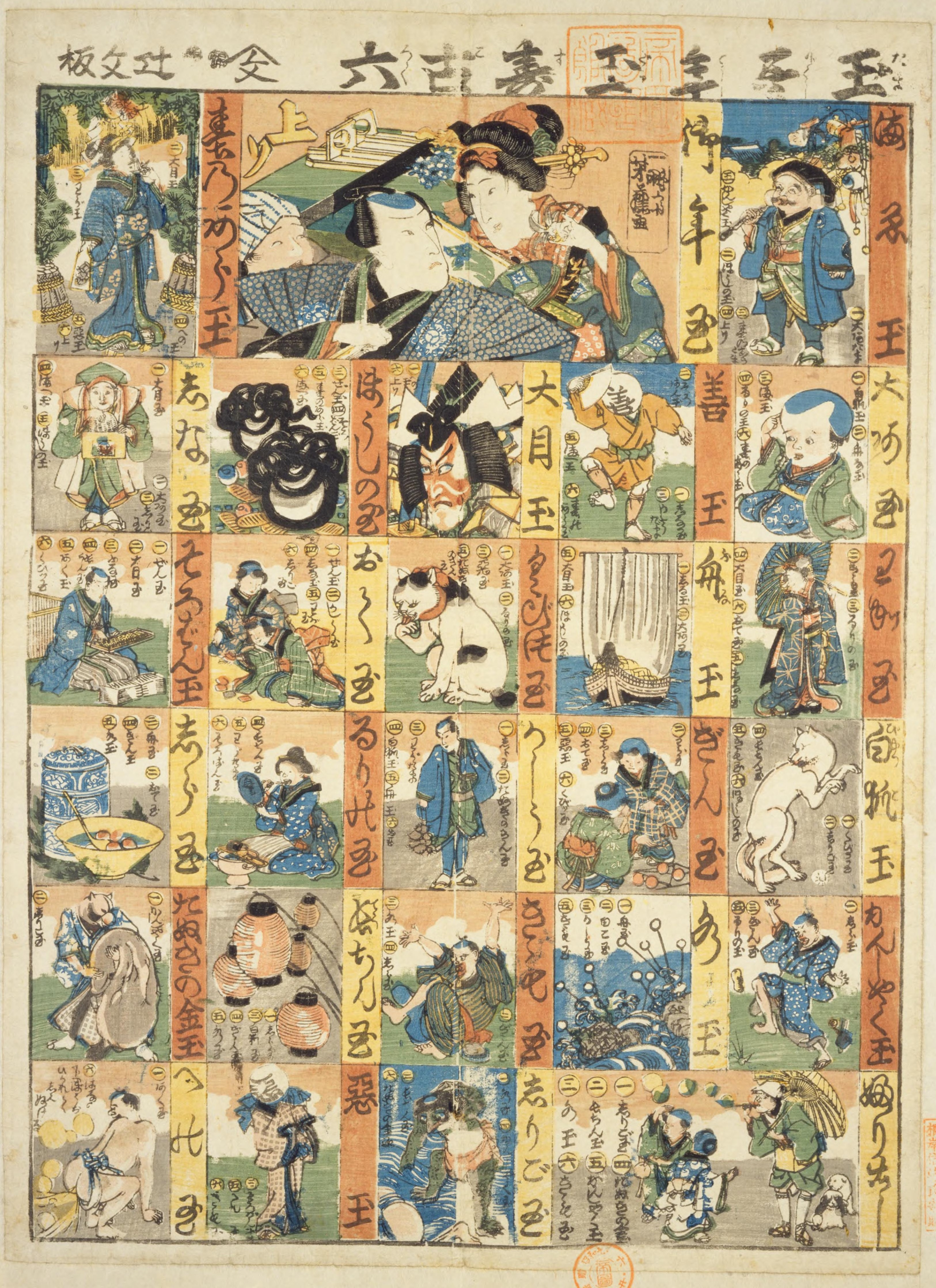
, Tamajin Tonen Tamajuko Roku, 1847-1852.

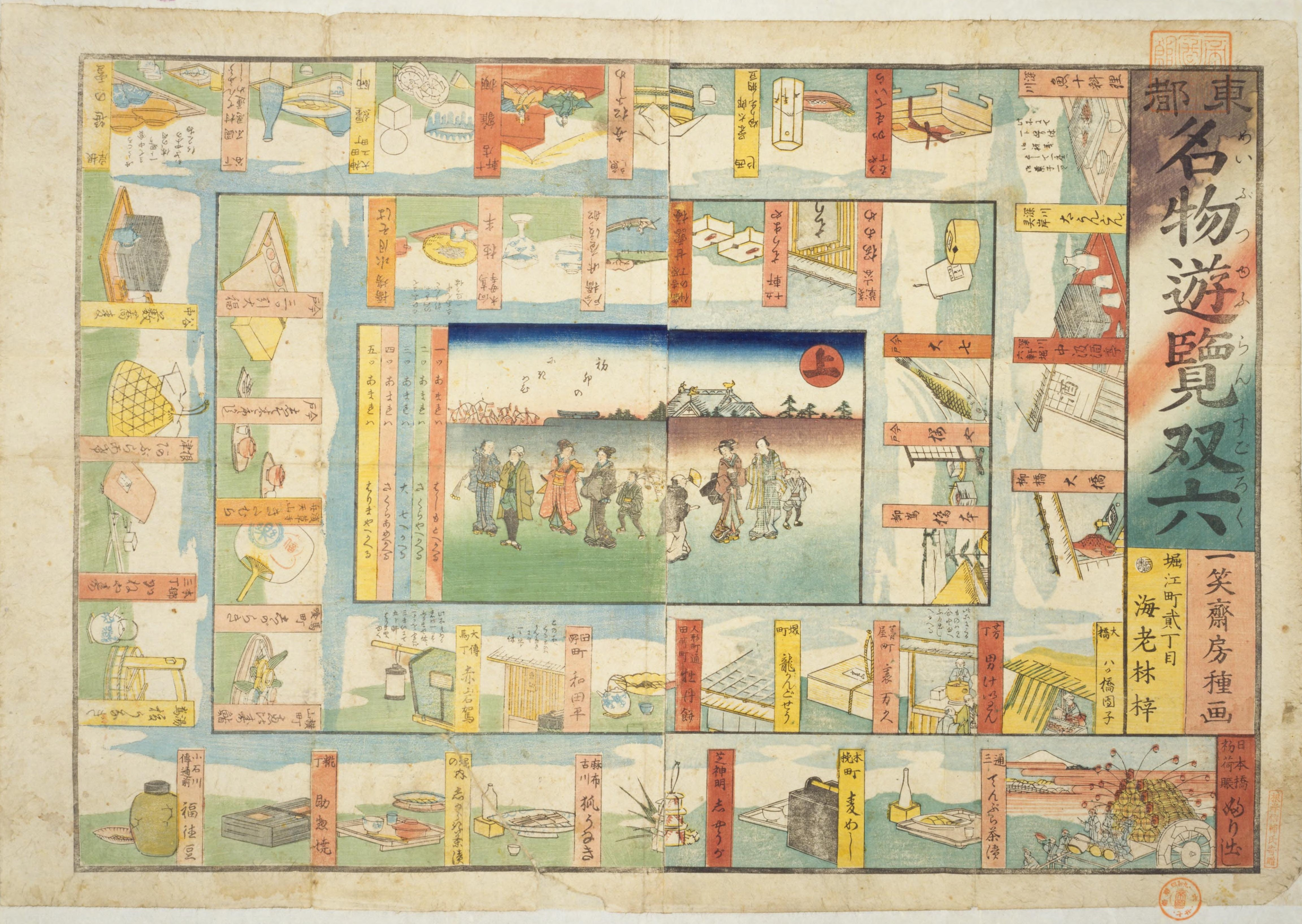
, Toto Meibutsu Yuraku, sugoroku-e, 1861.

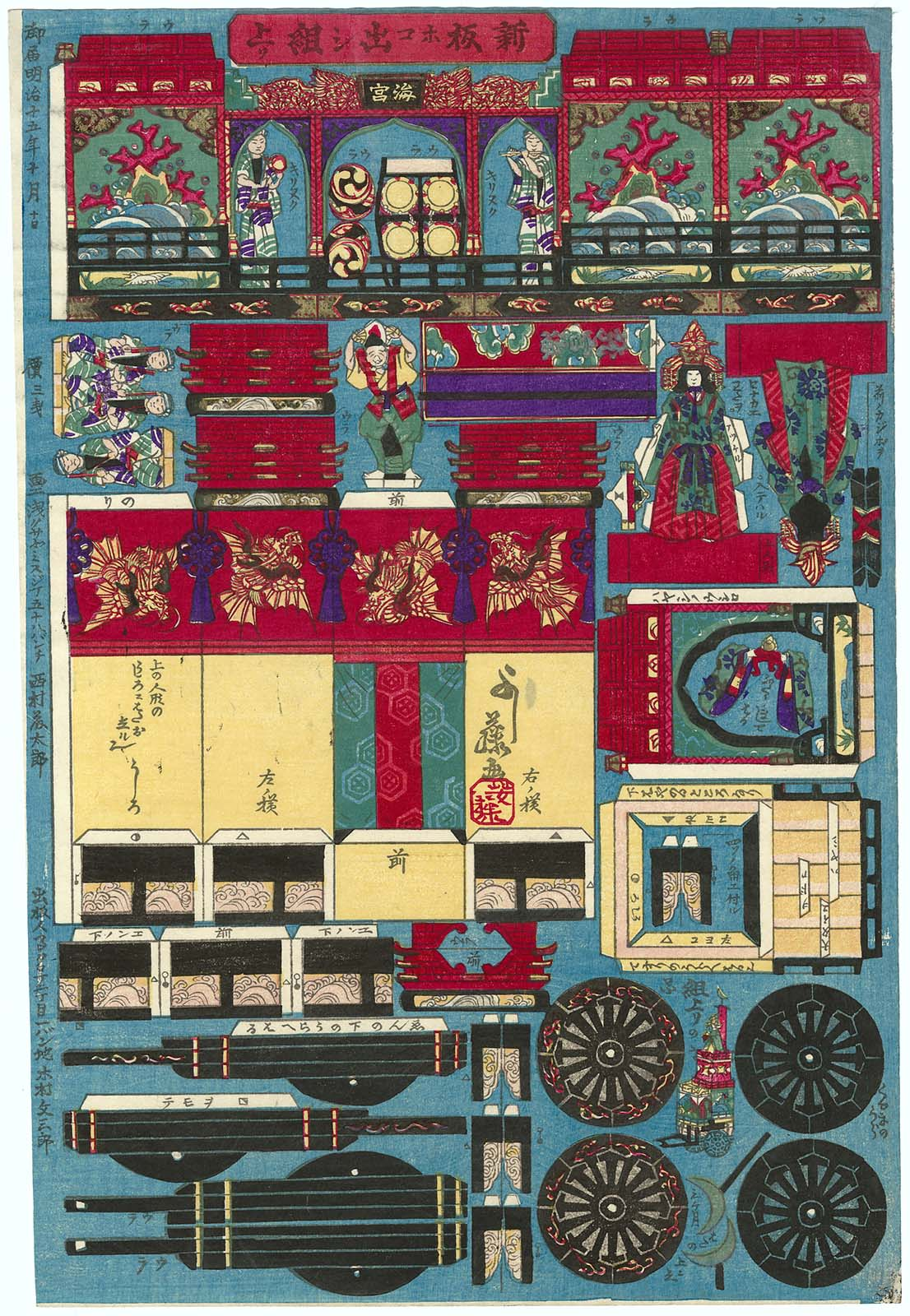
Utagawa Yoshifuji, Flotteur Hoko à assembler, kumiage-e, 1882.

L'omocha-e (玩具絵, litt. « estampe de jouet ») est l'un des styles ukiyo-e peints entre les périodes Edo et Meiji. Il s'agit d'estampes nishiki-e peintes pour que les enfants puissent jouer avec comme des jouets ou les apprécier comme des livres d'images. À l'époque Edo, on les appelait des Te-asobi-e (手遊び絵).

## Histoire
De la période Edo à la période Meiji, différents types d'ukiyo-e ont été produits pour les enfants, notamment des livres d'images, des guides de poche (en), des jouets et des jeux de carte tels que le menko, et qui ont grandement contribué à l'amélioration de la culture enfantine pendant cette période. Les contenus sont très variés, notamment ceux utilisés à des fins ludiques ou didactiques, les images de cerf-volant et les images artisanales. Parmi les exemples, citons les images de déguisement, les images à deux faces, les images anthropomorphes, les images de kumiage (立版古) (images à découper et assembler pour en faire un volume, généralement sous forme de diorama), les images de sugoroku (sugoroku-e), les images de karuta (karuta-e) et les images d'ombre (kage-e). Au cours de la période Edo, ils étaient connus sous le nom de « jeux manuels sur table » (手遊び絵), et les jouets de table ont été nommés après la période Meiji, lorsque le terme « jouet » (おもちゃ) a été inventé.
Durant les périodes Kansei et Kyowa, Kitao Masayoshi et Hokusai ont été actifs dans ce domaine, suivis par Kuninaga Utagawa (ja) et Toyohisa Utagawa (ja) durant la période Bunka, et à la fin de la période Edo par Utagawa Kunitoshi (I), Utagawa Yoshiiku, Utagawa Yoshifuji (ja), Yamazaki Toshinobu (II) (ja), Sadanobu Hasegawa (ja) et d'autres.
Les enfants jouent aux images d'habillage de type bijin-ga comme avec des poupées d'habillage, pouvant changer les kimonos, les coiffes et autres éléments des femmes, qui sont souvent des actrices de kabuki (ce sont alors des yakusha-e). L'image de jouet la plus connue est probablement le sugoroku-e. À cette époque, ces images n'étaient pas seulement destinées aux enfants, mais étaient aussi largement utilisés comme ouvrages éducatifs et informatifs et ont été produits en grand nombre jusqu'à la période Meiji ; les exemples les plus connus sont Gojusantsugi Sugoroku (五十三次双六), Jukkai Sugoroku (十界双六) et les sugoroku de chemin de fer (鉄道双六). La bibliothèque de l'université Tokyo Gakugei possède une collection de 186 images rares de sugoroku réalisées par Hiroshige et d'autres, notamment le Shinpan Gekijo Touzou (新版劇場當双六) de Toyohara Kunichika et le Takakuki Koumei Jugoroku (太閣記高名壽語録) de Haruaki Nagashima (ja).
Le kumigami-e, également connu sous le nom de kakusei-e, kasumi-e, kirigumi ryoko-e (assemblage ryoko-e) et kumiage-e (ou tate-banko), désigne des estampes de scènes de théâtre, de décors et d'architecture qui ont été découpées et assemblées en une structure tridimensionnelle. Elles étaient placés dans des lanternes, qui devaient être allumés pour que les images puissent être vues. Cela a commencé à Kamigata et est ensuite devenu populaire à Edo, où l'on peut voir de nombreuses œuvres d'Utagawa Toyohisa, Utagawa Kuninaga, Utagawa Yoshifuji et d'autres. Un metsuke-e est, par exemple, une estampe dans laquelle les visages de plusieurs acteurs sont peints sur une seule feuille de papier divisée en cases carrées, et où l'on demande à l'acteur de poser ses yeux sur l'une d'entre elles ; la personne qui devait deviner devait répéter la question à sa droite, à sa gauche, etc., jusqu'à deviner l'image. D'autres formes de jeu, comme peintre une image sur une autre où seuls les contours ont été dessinés, étaient populaires des périodes Kansei à Bunka-Bunsei. On appelle aussi les images-sœur des dessins parallèles de figures debout de différentes coutumes des membres de la famille, qui sont découpées et jouées comme des poupées.